# Eiki Eiki
Eiko Naitō (内藤 栄子 Naitō Eiko?,  Tokio, Japón, 6 de diciembre de 1971), más conocida por su seudónimo de Eiki Eiki (影木 栄貴?), es una mangaka japonesa. La mayoría de sus obras son escritas bajo el género yaoi y yuri, siendo una de las más conocidas, Love Stage!!.

## Vida privada
Naitō nació el 6 de diciembre de 1971 en Tokio, Japón, hija de Takenobu Naitō y Maruko Takeshita. Tiene un hermano siete años menor, Daigo, quien es cantante de rock. Naitō y su familia regresaron a Tokio después de que su abuelo materno, Noboru Takeshita, se convirtiera en primer ministro de Japón. Su cuñada es la actriz Keiko Kitagawa.
Una de sus buenas amigas es la también mangaka Mikiyo Tsuda, con quien a menudo colabora en la creación de mangas. Ambas incluso presentan su nuevo arte y tienen sesiones de autógrafos juntas. Eiki Eiki también suele actuar como la mánager de Tsuda.

## Obras
- The Art of Loving
- Dear Myself
  - Unmei ni Kiss - secuela
  - World's End - secuela
- Prime Minister
- Train Train
- Yuigon
- Scissors Sisters - coautora con Daigo y con ilustraciones de Marico.[2]

### Con Taishi Zaō (Mikiyo Tsuda)
- Color (1999)
- Haru Natsu Aki Fuyu (2007)
- Love DNA Double X
- Love Stage!!
- Back Stage!! (2010)